# Tallassee, Alabama
Tallassee là một thành phố thuộc quận Elmore, tiểu bang Alabama, Hoa Kỳ. Dân số năm 2009 là 5237 người, mật độ đạt 209 người/km².